# Định giá chiết khấu
Định giá chiết khấu
‘’’ Định giá chiết khấu’’’ thường được sử dụng phổ biến nhất trong quá trình quản trị doanh nghiệp, nhất là quản trị marketing, bán hàng, quản trị chiến lược.

## Các loại hình định giá chiết khấu
1. ’’’Chiết khấu tiền mặt’’’: Chiết khấu tiền mặt là sự giảm giá cho những người mua nào thanh toán sớm. Một ví dụ tiêu biểu: Nếu người bán ghi là "2/10 net 30" có nghĩa việc thanh toán được kéo dài trong vòng 30 ngày, nhưng người mua có thể được lợi 2% trên giá nếu thanh toán hóa đơn trong vòng 10 ngày. Những chiết khấu này khá phổ biến và phục vụ cho mục đích cải thiện tính thanh khoản của người bán và làm bớt phí tổn thu nợ cũng như lượng nợ khó đòi.
2. ’’’Chiết khấu số lượng’’’: là sự giảm giá cho những người mua nhiều. Chiết khấu này phải được áp dụng cho mọi khách hàng nhằm khích lệ họ mua nhiều nhờ đó giảm được nhiều phí tổn và tăng được tổng lợi nhuận của công ty.
3. ’’’Chiết khấu chức năng’’’: còn được gọi là chiết khấu thương mại được nhà sản xuất dành cho các thành viên trong kênh phân phối nhằm kích thích họ hoàn thành tốt các công việc của họ.
4. ’’’Chiết khấu theo mùa’’’: là sự giảm giá cho các khách hàng mua hàng hay dịch vụ vào mùa vắng khách. Ví dụ các khách sạn vùng biển giảm giá phòng vào mùa đông lạnh.